# Walker megye (Texas)
Walker megye az Amerikai Egyesült Államokban, azon belül Texas államban található. Megyeszékhelye és legnagyobb városa Huntsville. Lakosainak száma 76 400 fő (2020. április 1.).

## Szomszédos megyék
- Houston megye (észak)
- Trinity megye (északkelet)
- San Jacinto megye (kelet)
- Montgomery megye (dél)
- Grimes megye (nyugat)
- Madison megye (északnyugat)

## Népesség
A megye népességének változása:
| Lakosok száma | 68 217 | 68 310 | 68 458 | 68 817 | 70 699 | 72 245 | 76 400 |
|               | 2010   | 2011   | 2012   | 2013   | 2015   | 2017   | 2020   |